# 노이마르크트인데어오버팔츠

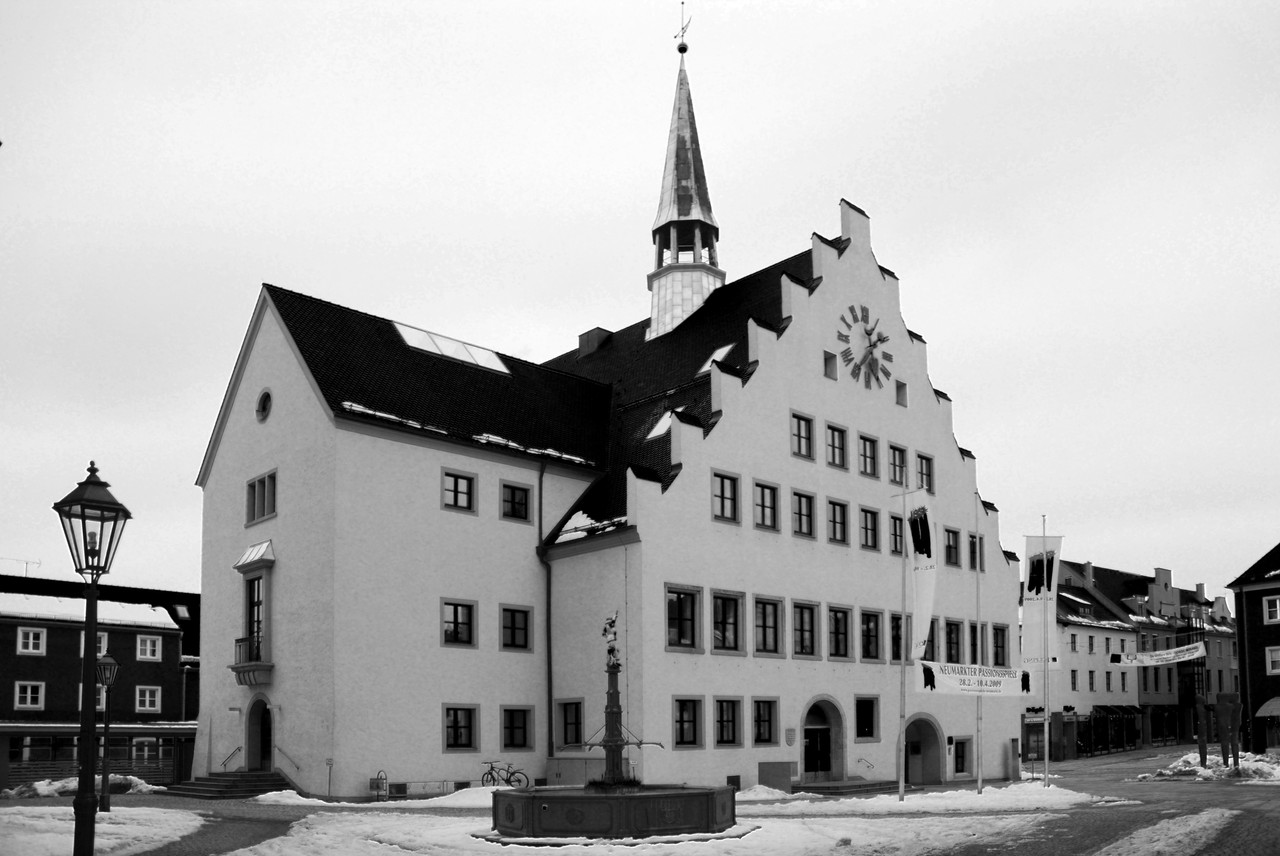
노이마르크트인데어오버팔츠 시청

노이마르크트인데어오버팔츠(독일어: Neumarkt in der Oberpfalz)는 독일 바이에른주에 위치한 도시로 면적은 79.03km2, 인구는 39,333명(2015년 12월 31일 기준), 인구 밀도는 500명/km2이다. 행정 구역상으로는 오버팔츠현에 속한다. 뉘른베르크, 잉골슈타트, 레겐스부르크와 함께 오버팔츠현 서부의 경제, 문화의 중심지 역할을 한다.

시 문장